# Solfocarbonismo
Il solfocarbonismo è un'intossicazione da solfuro di carbonio dovuta ad una prolungata esposizione.

## Epidemiologia
In passato, data la sua diffusione, assunse fino alla metà del XX secolo una grave rilevanza sociale, fu infatti una delle prime malattie "tabellate" dall'INAIL. Attualmente la sua diffusione è notevolmente diminuita con la drastica riduzione della produzione  della viscosa e il miglioramento del ciclo industriale nelle ultime fabbriche di tale lavorazione.

In Italia si cominciarono a notare disturbi correlati al contatto occupazionale con solfuro di carbonio (soprattutto manifestazioni psichiatriche) a partire dagli anni '30-'40, mentre la dicitura "solfocarbonismo" nelle cartelle cliniche iniziò a venir utilizzata nel 1940.

## Sintomatologia
Si possono manifestare irritazioni della membrana mucosa, emicranie, perdita di coordinazione, nausea e danni al fegato.

Vanno distinte in base all'intossicazione acuta o cronica.

### Intossicazione acuta
Sintomi e segni interessano soprattutto la cute con fenomeni irritativi, e il sistema nervoso centrale con manifestazioni allucinatoria, paranoia, ipereccitabilità, cefalea, obnubilamento del sensorio fino al coma. Se i sintomi sono lievi, spesso è sufficiente la completa astensione dall'esposizione per un variabile periodo di tempo affinché le manifestazioni cessino.

### Intossicazione cronica
Sono sufficienti spesso pochi mesi di esposizione per causare un'intossicazione cronica, con conseguenti danni quali:
- encefalopatia solfocarbonica (sembra da eziologia arteriosclerotica, o da tossicità diretta); i segni includono alterazioni del tono dell'umore (sembra correlato ad accumulo di serotonina), sindrome psicorganica, sindrome pseudobulbare, emiparesi o emiplegia per ripetuti ictus, sindromi extrapiramidali Parkinson-simili;
- polineuropatia sensitivo-motoria a carico del sistema nervoso periferico;[1]
- miopatia in particolare a carico della muscolatura dei polpacci;
- neurite ottica, retinopatia angiosclerotica;
- cardiopatia ischemica;[3]
- arteriopatia obliterante periferica, in particolare degli arti inferiori (con amputazioni progressive);
- glomerulosclerosi (per tossicità diretta o arteriosclerosi);
- gastrite;
- epatopatia a tipo fibrosi diffusa;
- dermatiti;
- intolleranza glucidica a digiuno;
- trombofilia;
- alterazioni dell'asse ipotalamo/ipofisario con conseguente astenia e in particolare impotenza sessuale;[1]
- morte.